# Emmanuel Ragondet
Emmanuel Ragondet est un joueur français de volley-ball né le 6 août 1987 à La Seyne-sur-Mer (Var). Il mesure 1,92 m et joue réceptionneur-attaquant. Il totalise 26 sélections en équipe de France.

## Biographie
Il est le frère de Pascal Ragondet et d'Olivier Ragondet, également joueurs de volley-ball.

## Clubs
| Club             | De        | À         |
| ---------------- | --------- | --------- |
| Arago de Sète    | 2005-2006 | 2009-2010 |
| Paris Volley     | 2010-2011 | 2011-2012 |
| Tours VB         | 2012-2013 | 2012-2013 |
| Gazélec Ajaccio  | 2013-2014 | 2013-2014 |
| AS Cannes        | 2014-2015 | 2016-2017 |
| Rennes Volley 35 | 2017-2018 | 2017-2018 |
| ES Sahel         | 2018-2019 | 2018-2019 |
| Gazélec Ajaccio  | 2020-2021 | 2020-2021 |
| Martigues VB     | 2021-2022 | ...       |

## Palmarès

### En sélection nationale
- Championnat d'Europe U21
  -  : 2006.
- Championnat d'Europe U19 (1)
  -  : 2009.
  -  : 2005.

### En club
- Championnat de France (1)
  - Vainqueur : 2013.
  - Troisième : 2010, 2014, 2015.
- Coupe de France (1)
  - Vainqueur : 2013.
- Supercoupe de France (1)
  - Vainqueur : 2012.
- Championnat de Tunisie
  - Finaliste : 2019.

### Distinctions individuelles
- 2004 : Championnat d'Europe U21 — Meilleur réceptionneur
- 2005 : Championnat d'Europe U19 — Meilleur serveur